# Honkytonk Man (1982)
Honkytonk Man is een Amerikaanse komische dramafilm uit 1982 onder regie van Clint Eastwood.

## Verhaal
Tijdens de Grote Depressie wil de countryzanger Red Stovall deelnemen aan de Grand Ole Opry in de hoop door te breken, voordat hij sterft aan tuberculose. De audities vinden plaats in Nashville en Red is zelf geen goede chauffeur. Hij neemt zijn neef Whit daarom mee op reis.

## Rolverdeling
| Acteur          | Personage     |
| --------------- | ------------- |
| Clint Eastwood  | Red Stovall   |
| Kyle Eastwood   | Whit          |
| John McIntire   | Opa           |
| Alexa Kenin     | Marlene       |
| Verna Bloom     | Emmy          |
| Matt Clark      | Virgil        |
| Barry Corbin    | Arnspriger    |
| Jerry Hardin    | Snuffy        |
| Tim Thomerson   | Politieagent  |
| Macon McCalman  | Dr. Hines     |
| Joe Regalbuto   | Henry Axle    |
| Gary Grubbs     | Jim Bob       |
| Rebecca Clemons | Belle         |
| Johnny Gimble   | Bob Wills     |
| Linda Hopkins   | Blueszangeres |